# Шрайнер, Сергей Александрович
Сергей Александрович Шрайнер (1979—2000) — российский военнослужащий, старший сержант ОСН «Русь» ВВ МВД РФ, погиб при исполнении воинского долга. Герой Российской Федерации (5.03.2001, посмертно).

## Биография
Родился 1 апреля 1979 года в селе Веселоярске Рубцовского района Алтайского края.
С 1986 по 1994 годы учился в Веселоярской средней школе.
После окончания 9 классов поступил учиться в СПТУ — 75, где получил специальность механизатора. Окончил его 20 мая 1997 года.
26 мая был призван в армию. Срочную служил в Софринской бригаде, в/ч 3641 ВВ МВД РФ п. Ашукино. После срочной заключил контракт и продолжил службу.
5 ноября 1999 года Шрайнер был награждён грамотой МВД за добросовестное исполнение служебных обязанностей.
С апреля 2000г продолжил службу в отряде специального назначения «Русь».
14 июля 2000 года во время военной операции, накрыл своим телом брошенную боевиками гранату.
Указом Президента Российской Федерации № 255 от 5 марта 2001 года старшему сержанту Шрайнеру Сергею Александровичу посмертно присвоено звание Героя Российской Федерации.
По воспоминаниям командира разведгруппы отряда «Русь» лейтенанта Константина Зинченко::

Есть в Чечне такое место, мы называли его Шербурским лесом. Утром 14 июля 2000 перед нами была поставлена обычная задача: проверить белую машину «Нива». Именно такая машина проходила по многим ориентировкам. Взрывные устройства, фугасы, мины с секретом, растяжки все время кто-то ставил. Никак не могли отловить, кто. И засады ставили, и зачистки проводили, а люди все равно гибли. Не только наши, армейские. Жители тоже подрывались, особенно дети местные.
Я и рядовой Максимов стали приближаться к машине, чтобы проверить документы у пассажиров белой «Нивы». Серега находился в группе прикрытия, подальше от нас. Все случилось мгновенно. Мы хотели проверить документы, а бандиты начали стрелять. Ребята стали обходить машину с флангов, а «Нива» на полной скорости пошла на нас, поливая из окон автоматным огнём. Максимова ранило. Укрыться негде. Из окна полетела граната. Мы видели её и ничего не могли сделать. Серега, увидев гранату, сделал рывок и бросился на неё грудью. Прямо бронежилетом прикрыл…навалился сверху. И в это же мгновение прозвучал взрыв. Он погиб сразу… все произошло секунды за четыре. Бандиты тоже не ушли. Ребята расшмоляли эту «Ниву» из гранатомета, и она сгорела вместе с седоками у нас на глазах. Мы остались живы только благодаря Сергею. Сразу две смерти. Одна — геройская. Другая — шакалья.

## Награды и звания
- Герой Российской Федерации (5 марта 2001, посмертно)

## Память
Похоронен на родине — в селе Веселоярск. На здании сельской школы установлена мемориальная плита.